# ناحیه بابار
ناحیه بابار (به عربی: دائرة بابار) یک ناحیه در الجزایر است که در استان خنشله واقع شده‌است. ناحیه بابار ۲٬۰۶۶ کیلومتر مربع مساحت و ۳۳٬۸۱۲ نفر جمعیت دارد.